# Asplenium ruta muraria x forsteri
Asplenium ruta muraria x forsteri là một loài dương xỉ trong họ Aspleniaceae. Loài này được Waisb. mô tả khoa học đầu tiên năm 1902.
Danh pháp khoa học của loài này chưa được làm sáng tỏ. 